# Bisanzio
Bisanzio (in greco antico: Βυζάντιον?, Byzàntion; in latino Byzantium) è il più antico nome dell'odierna città di Istanbul, sulle rive del Bosforo, maggior centro urbano della Turchia. Il nome Bisanzio fu in particolare tenuto dalla città durante l'età classica (greco-romana), sino alla rifondazione della città nel 330 per opera dell'imperatore romano Costantino con il nome di Nuova Roma (poi nota come Costantinopoli). Il nome è stato utilizzato anche per indicare la città e l'Impero Romano d'Oriente dagli inizi del Medioevo sino alla caduta di Costantinopoli. Si trovava nei pressi del corno d'Oro, di fronte alla colonia greca di Calcedonia.

## Storia

### La Bisanzio greca

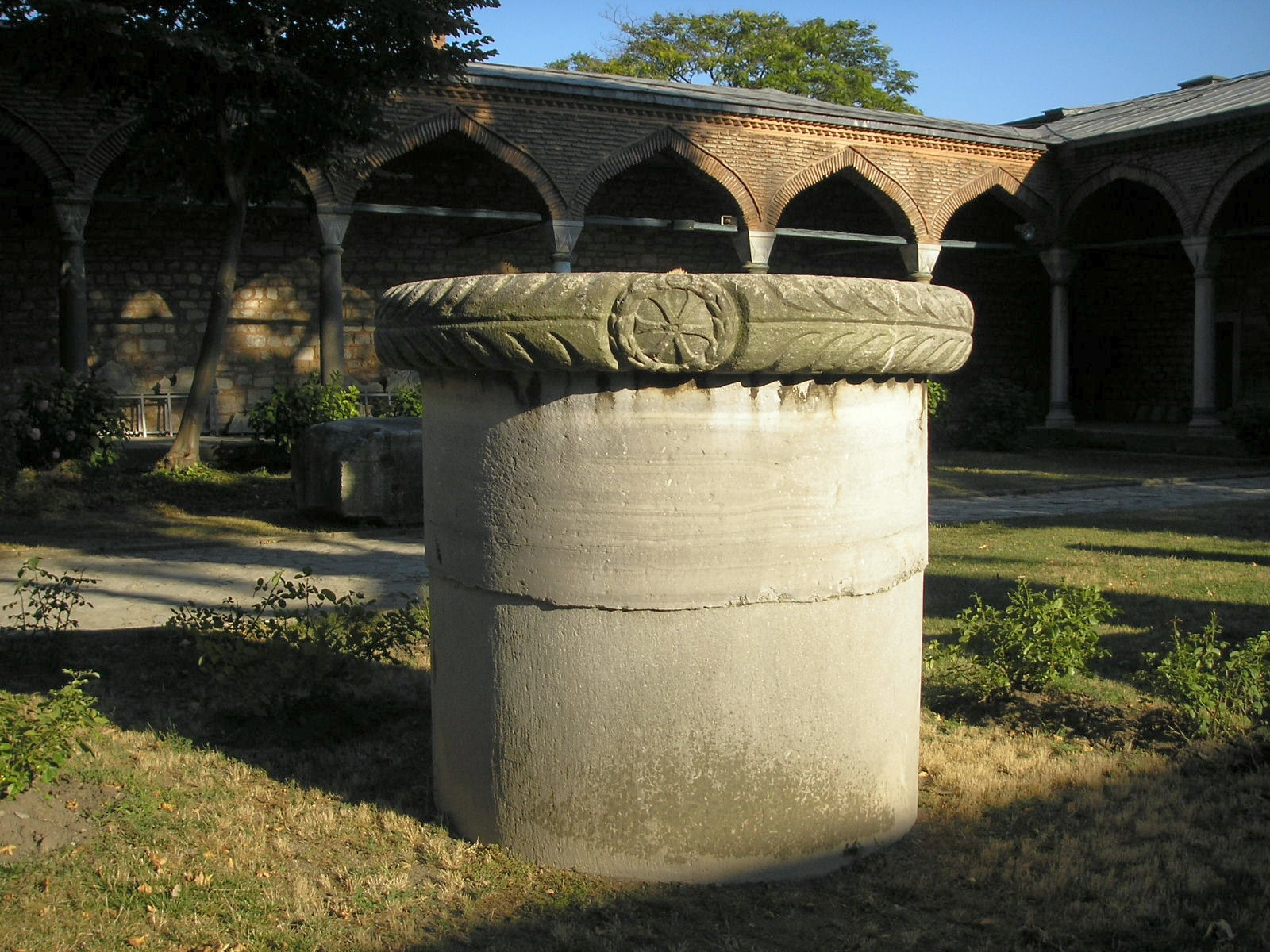
Vestigia dell'antica acropoli di Bisanzio, nel secondo cortile dell'odierno palazzo Topkapı.

Bisanzio venne fondata da coloni di Megara nel 659 a.C. e chiamata così in onore del loro re Byzas (o Byzantas o Megabyzes, quest'ultimo probabilmente riferito a un omonimo o a un'erronea associazione con il satrapo della regione allora sotto l'influenza persiana).
La tradizione leggendaria vuole che il sito fosse scelto consultando l'Oracolo di Delfi, che consigliò di creare la nuova città facendo "l'opposto del cieco": il significato venne trovato ponendo la fondazione sulla riva opposta di Calcedonia, città greca sul Bosforo, che "ciecamente" non aveva colto l'opportunità di essere costruita sull'alto sperone su cui Byzas fondò la propria colonia. L'allusione alla cecità deriva, a quanto pare, dal fatto che i greci fondatori di Calcedonia, diciassette anni prima, non avendo notato il promontorio del Corno d'Oro, non sfruttarono appieno il punto di ancoraggio riparato e non si resero conto di quanto il sito fosse facilmente difendibile. Già in epoca antica era noto che i bizantini abitavano "in un posto che, per quanto riguarda la parte che dà sul mare, si presenta come il più adatto fra tutti quelli del mondo oggi abitato a garantire sia la sicurezza sia la prosperità".
Rimasta sostanzialmente ai margini delle vicende politiche che sconvolsero l'area nel periodo del conflitto greco-persiano, abile tuttavia nello schierarsi di volta in volta al fianco di ciascuno dei contendenti, accrebbe la sua prosperità e il suo potere grazie ai commerci, in quanto avvantaggiata dalla sua posizione strategica.
Giunta a sfidare vittoriosamente Filippo II di Macedonia, resistendo a un suo tentativo di assedio, si piegò senza opporre resistenza al successore e figlio di questi, Alessandro Magno, entrando nella confederazione greca all'indomani della sconfitta delle forze congiunte di tebani e ateniesi per opera del Macedone.
Con il crollo dell'impero asiatico creato da Alessandro e la susseguente formazione delle Diadochie, Bisanzio, sia pur appartenendo formalmente alla Diadochia dell'Asia Minore conservò uno status di città-stato, condizione che, peraltro, aveva mantenuto anche sotto Alessandro.
Passata sotto il controllo indiretto del regno di Pergamo, una delle parti in cui si era frammentato il potentato dell'Asia Minore a seguito delle feroci lotte intestine che avevano funestato l'area, venne ceduta nel testamento di Attalo III, l'ultimo re di Pergamo, alla Repubblica romana, allora giovane potenza che si era affacciata da poco nella zona mediorientale.

### Bisanzio romana

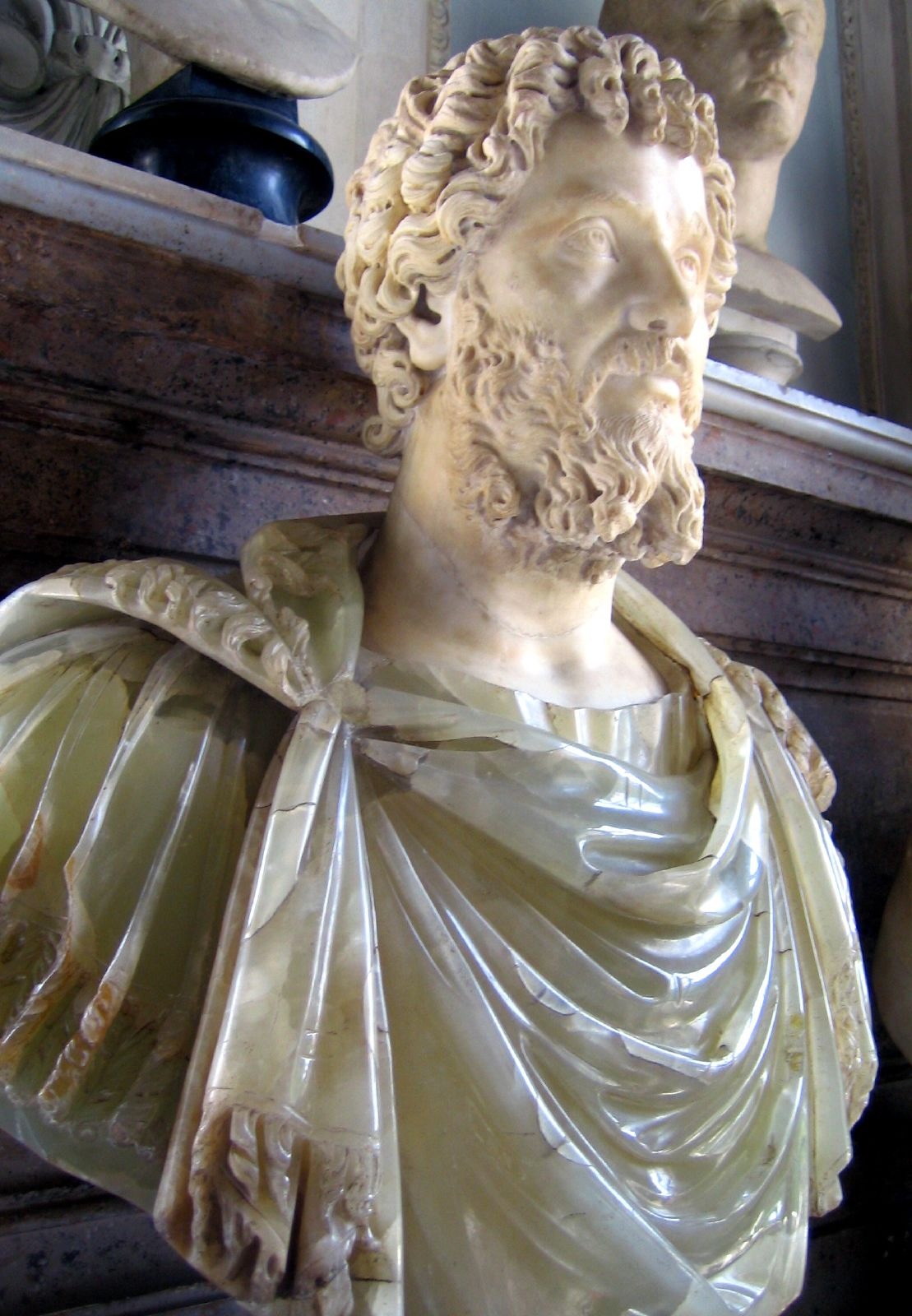
Busto di Settimio Severo, ricostruttore di Bisanzio nel 196 d.C.

Nel corso della prima guerra mitridatica (86 a.C.), il nuovo console Flacco si recò in Asia, per resistere a Lucio Cornelio Silla e porre fine alla guerra contro Mitridate VI del Ponto. Gaio Flavio Fimbria accompagnò Flacco in questa spedizione. I rapporti tra Flacco e Fimbria degenerarono quando il primo, in occasione di un contrasto tra Fimbria e un questore in cui era stato chiamato a fare da arbitro, decise in favore del questore: Fimbria minacciò di tornare a Roma, e Flacco lo congedò dal servizio. Mentre Flacco era in viaggio via mare per Calcedonia, Fimbria agitò le truppe presenti a Bisanzio e le convinse a ribellarsi a Flacco. Il console tornò a Bisanzio, con l'intenzione di punire il rivoltoso, ma fu costretto a fuggire dalla città e a rinchiudersi a Nicomedia. Fimbria arrivò però a stanarlo fin lì, lo fece prendere e decapitare, gettò la sua testa in mare e lasciò il corpo senza sepoltura.
Qui passò Gaio Giulio Cesare Claudiano Germanico quando il patrigno, l'Imperatore Tiberio, gli affidò un nuovo comando speciale in Oriente, conferendogli l'imperium maius proconsolare su tutte le province orientali, al fine di risolvere il delicato problema armeno con il re dei Parti. Nel 69 durante la guerra civile di quel periodo, Tacito racconta che a Bisanzio fu raccolta una flotta da Gaio Licinio Muciano, alleato di Vespasiano, prima della sua marcia verso l'Italia contro le armate di Vitellio.
La duratura pace che la città conobbe per quasi tre secoli, vitale per le sue attività commerciali, non può certo essere oscurata da un episodio di tradimento che la vide schierata con Pescennio Nigro contro Settimio Severo. La città nella quale Nigro si era rifugiato, e che fu assediata, dopo che Nigro era stato sconfitto e ucciso a Isso (nel 194), e distrutta per vendetta fra il 193 e il 195 d.C. per ordine di Settimio Severo, con l'ordine di passare i diritti di città alla vicina Perinto.
Grazie all'intercessione del figlio Caracalla, Bisanzio fu ricostruita (c.a. 196 d.C.) dallo stesso Settimio Severo, divenuto Imperatore anche sull'Oriente, ottenendo nuovamente gli antichi privilegi e la sua precedente prosperità grazie all'ampliamento a 200 ettari rispetto all'estensione precedente.
La Historia Augusta racconta che al tempo dell'Imperatore Gallieno (nel 262):
(Historia Augusta - Due Gallieni, 6.8-9.)
Poco dopo lo stesso Gallieno mosse contro i soldati che avevano compiuto un tale eccidio, e ne fece grande strage, come esempio per tutti coloro che si macchiavano di un simile delitto. Qui passò l'Imperatore Aureliano recandosi a combattere, contro la regina Zenobia. Poi nel 275, in seguito a una ribellione nei suoi pressi morì.

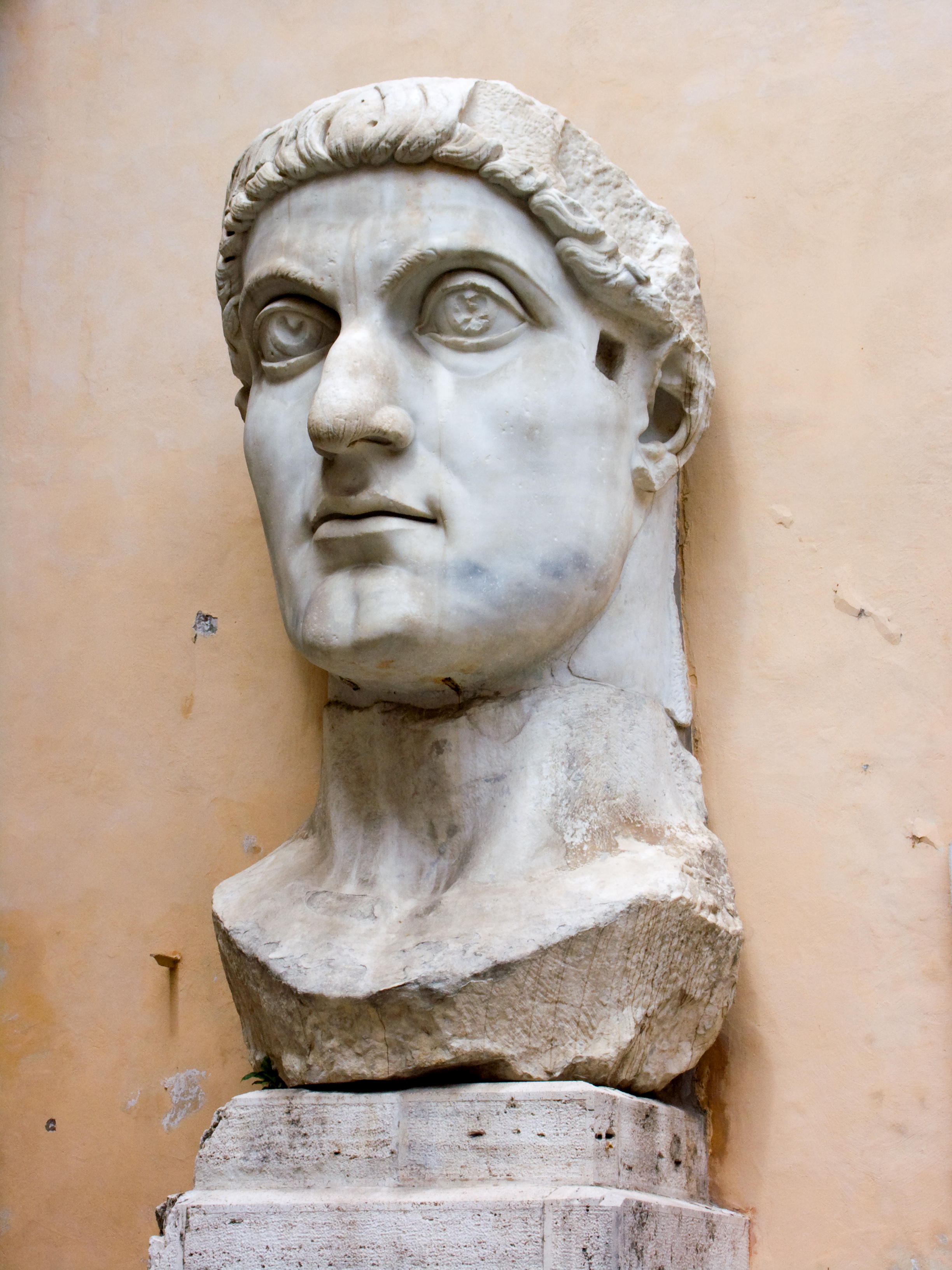
Testa colossale di Costantino a Roma, eretta originariamente all'interno della Basilica di Massenzio e oggi esposta sul Campidoglio.

Durante la guerra civile dei primi due decenni del IV secolo, nel febbraio del 313 Licinio si recò a Mediolanum, per incontrare Costantino I, divenuto l'unico imperatore della parte occidentale dopo aver sconfitto Massenzio: i due strinsero un'alleanza, rafforzata dal matrimonio di Licinio con la sorella di Costantino, Flavia Giulia Costanza. L'alleanza tra Licinio e Costantino escludeva chiaramente il terzo imperatore, Massimino Daia, che si fece proclamare unico imperatore dalle truppe e mosse dalla Siria verso occidente con un esercito di 70 000 armati, conquistando Bisanzio dopo soli 11 giorni: Poco dopo però fu sconfitto da Licino nella battaglia di Tzirallum il 30 aprile dello stesso anno, morendo poco dopo a Tarso, e lasciando di fatto solo due augusti: Costantino per l'Occidente e Licinio per l'Oriente.
Ancora Bisanzio fu coinvolta nella parte finale della guerra civile tra i due contendenti. Nel 324, infatti, la pace terminò dopo sei anni, e si ebbe un primo scontro ad Adrianopoli in Mesia dove Costantino, pur in inferiorità numerica, ebbe la meglio su Licinio, che fu costretto a rifugiarsi a Bisanzio, dove parte delle sue truppe rimasero assediate fino al termine della guerra. Dopo un nuovo scontro ancora favorevole a Costantino nell'Ellesponto, Licinio, assediato a Nicomedia (difesa da soli 30 000 armati), mentre cadevano Bisanzio e Calcedonia, uscì dalla città e si consegnò a Costantino, il quale lo mandò in esilio come privato cittadino a Tessalonica. Costantino fu così l'unico padrone del mondo romano.

### La rifondazione come Costantinopoli-Nuova Roma e l'età bizantina

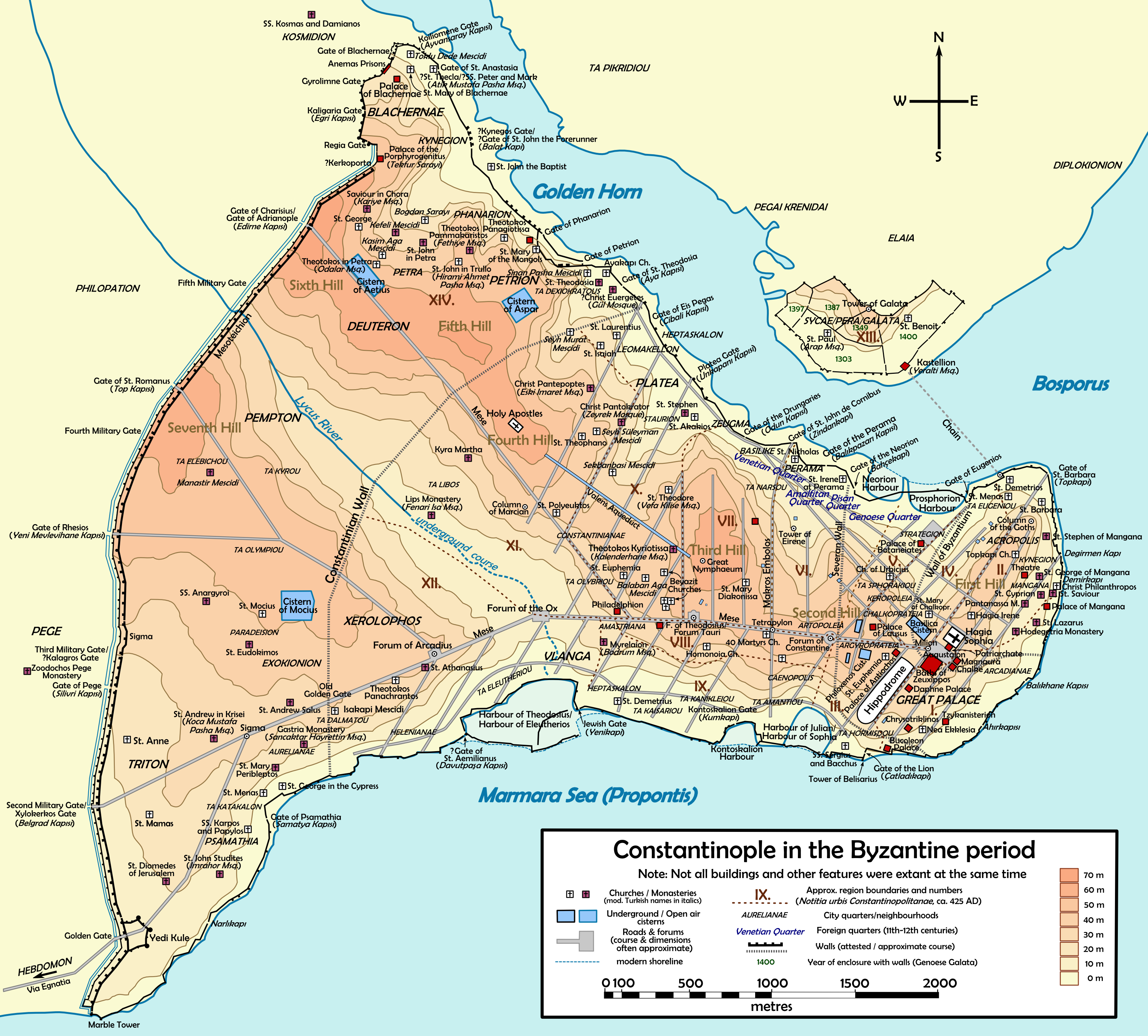
La Costantinopoli romano-bizantina.

La centralità di Bisanzio, sia rispetto allo scacchiere danubiano sia rispetto a quello orientale, attrasse Costantino I, che l'11 maggio 330 la rifondò come Nova Roma. Presto la città assunse il nome di Costantinopoli, ossia "città di Costantino" (in greco Κοσταντίνου πόλις, Costantínou pólis), dopo che un sogno profetico gli indicò il posto dove stabilire la città.
Costantino allargò lo spazio contenuto all'interno della cinta muraria fino a 700 ettari, aggiungendovi numerosi edifici, templi e strutture pubbliche di grande pregio. La città, divenuta una delle capitali dell'Impero romano ed in seguito capitale dell'Impero romano d'Oriente, perse definitivamente la denominazione "Bisanzio". È sopravvissuto invece l'aggettivo bizantino, che viene utilizzato con riferimento all'arte, alla storia, alla cultura e allo stesso Impero bizantino, che ebbe Costantinopoli per capitale, anche se l'appellativo bizantino appartiene alla storiografia moderna. Durante l'impero e fino alla conquista ottomana del 1453 gli abitanti definivano sé stessi come Romani.

### L'odierna Istanbul
La conquista ottomana, conclusasi con il vittorioso assedio terminato il 29 maggio del 1453, trasformò la città nella nuova capitale dell'Impero ottomano e, dal 1517, essa fu sede del califfato. Il Sultano prese fra l'altro il titolo di Imperatore dei Romani.
La dura sconfitta ottomana nella prima guerra mondiale pose fine, nel 1922, al vecchio impero. Quando nel 1923 fu fondata la Repubblica di Turchia, la capitale venne spostata ad Ankara, mentre una legge del 1930 stabiliva ufficialmente per la città il nome di Istanbul.